# Monumento a Giuseppe Garibaldi (Monza)

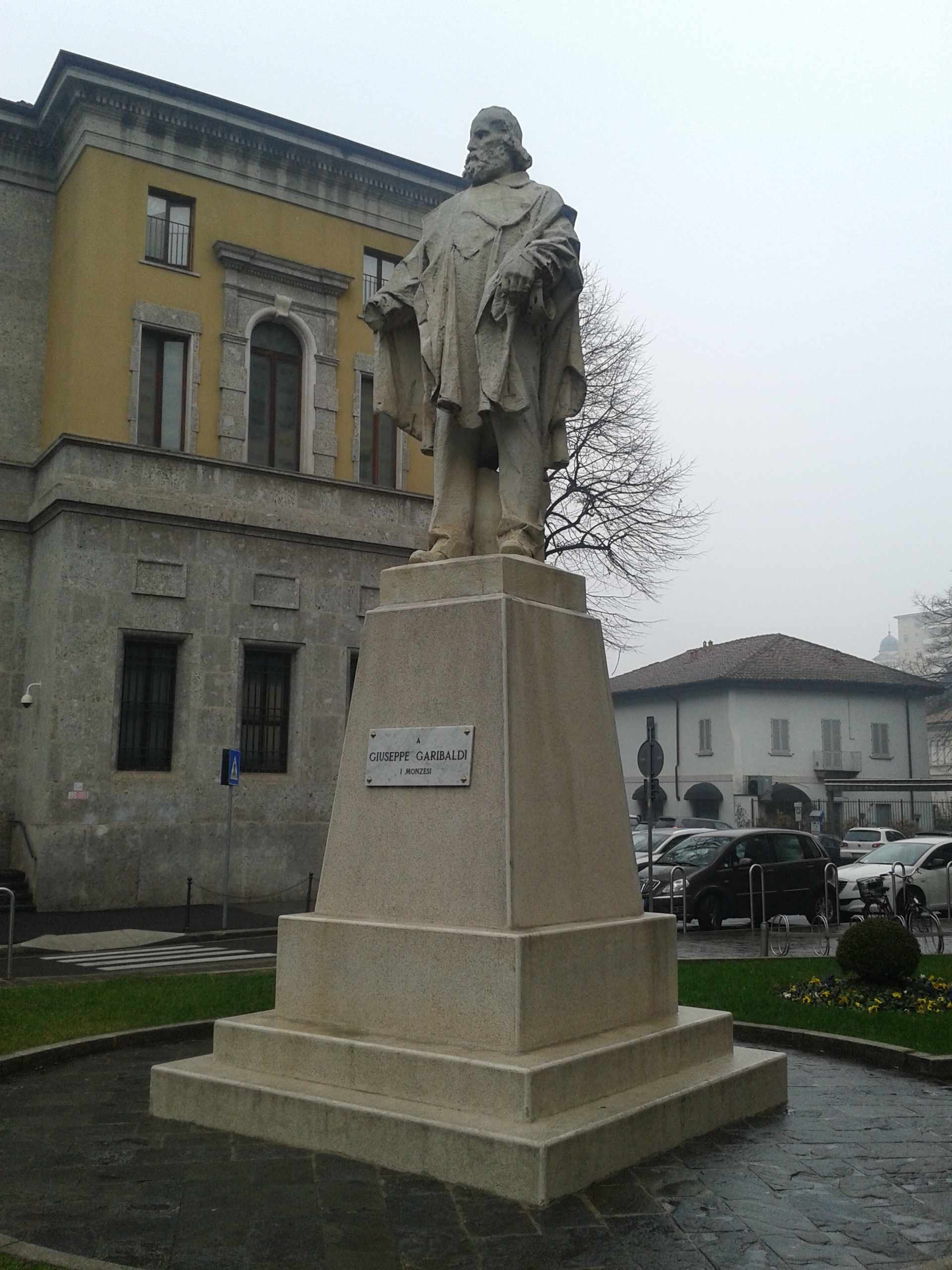
Monumento originale in marmo del 1886 a Giuseppe Garibaldi
Monza, piazza Garibaldi

Il monumento in bronzo, dedicato a Giuseppe Garibaldi si trova al centro dei Boschetti reali. Questo monumento fu creato per sostituire l'originale in marmo che vanta il primato di essere stato il primo monumento italiano a Garibaldi.

## Storia
Alla morte di Garibaldi (1882), Monza volle erigere un monumento alla sua memoria. Il consiglio comunale bandì un concorso con una commissione aggiudicatrice di grande rilievo. Per la valutazione del progetto erano stati convocati i nomi più illustri dell'espressione artistica monzese del tempo, fra cui: Mosè Bianchi, Emilio Borsa, Giuseppe Grandi, Francesco Barzaghi e il critico d'arte Luigi Archinti. Il concorso fu vinto dallo Ernesto Bazzaro. La scultura richiese quattro anni di lavoro e fu pagata grazie a una sottoscrizione dei monzesi. La statua era in marmo e fu inaugurata il 3 giugno 1886 in piazza Isola (oggi appunto piazza Garibaldi).
Dopo qualche anno il marmo andò gravemente deteriorandosi, così che nel 1915 ne fu decisa la sostituzione con una seconda versione in bronzo, anch'essa opera del Bazzaro. La nuova statua fu posizionata sullo stesso piedistallo e nel medesimo luogo, mentre la statua in marmo fu ritirata nel cortile dell'Istituto Olivetti. Nel 1934, a motivo delle nuove concezioni urbanistiche, la statua fu ritenuta poco adatta alla piazza in cui sorgeva e ne fu deciso una nuova collocazione nei Boschetti reali.
Nel 2013 l'originale in marmo, restaurato, è stato ricollocato in piazza Garibaldi. Così la città di Monza oggi vanta due monumenti all'Eroe dei due mondi.